# 福岡県立戸畑高等学校
福岡県立戸畑高等学校（ふくおかけんりつとばたこうとうがっこう, 英: Fukuoka Prefectural Tobata High School）は、福岡県北九州市戸畑区夜宮三丁目にある県立の高等学校。略称「戸高」（とこう）。

## 概要
設置課程・学科
全日制課程 普通科
学区
「福岡県第2学区」- 北九州市門司区、小倉北区、小倉南区、戸畑区
校訓
「自主・調和」
校章
新制高等学校が発足した1948年（昭和23年）に制定された。地名・校名の「戸畑」の由来が「鳥旗」（筑前風土記）・「飛幡」（万葉集）ということから、若鷹の広げた翼の絵と「高」の文字（旧字体）を組み合わせたものとなっている。
校歌・応援歌
ともに作詞は火野葦平、作曲は古関裕而によるもの。校歌の歌詞は3番まであり各番とも「われらが母校 戸畑 戸畑」で終わる。応援歌の歌詞も3番まであり各番とも「フレフレ戸高フレフレ戸高」で終わる。
同窓会
「天籟同窓会」（てんらいどうそうかい）と称している。関東・関西・福岡に支部を置く。
校地・施設
近年、校舎の全面改築により五階建て体育館直結式の新校舎となり、県立高校としてはめずらしくエレベーターが設置されている。グラウンドも整備され、テニスコートや陸上部専用レーンなどが設けられている。敷地の裏にはハナショウブで有名な夜宮公園があり、ハナショウブの咲くころには多くの人が集まる。春は花見スポットとしても人気である。

## 沿革
- 1936年　福岡県戸畑中学校の設立と開校が許可。男子校としてスタート。
- 1937年　仮校舎の様子を記念映画として撮影。
- 1938年　校舎完成。仮校舎から移転。
- 1948年　学制改革により福岡県立戸畑高等学校へ。男女共学となる。
- 1949年　戸畑市立女子高等学校を統合。
- 1951年　夜間課程を福岡県立戸畑高等学校定時制課程と改称。
- 1957年　野球部、第39回全国高等学校野球選手権大会に初出場。
- 1959年　野球部、第31回選抜高等学校野球大会に初出場。夏には2回目の全国選手権大会出場。
- 1960年　野球部、第42回全国高等学校野球選手権大会（2年連続3回目）出場。
- 1961年　野球部、第43回全国高等学校野球選手権大会（3年連続4回目）出場。
- 1966年　図書館完成。
- 1977年　野球部、第49回選抜高等学校野球大会（18年ぶり2回目）出場。
- 1981年　定時制の募集を停止
- 2000年　野球部、第72回選抜高等学校野球大会（23年ぶり3回目）出場。
- 2005年　野球部、第77回選抜高等学校野球大会（5年ぶり4回目）出場。

## 行事
戸高3大行事
- 戸高祭（とこうさい）（春）（2016年度より改称）
- 体育大会（秋・9月）
- 予餞会（冬）

## 部活動
運動部
- 野球部
  - 全国高等学校野球選手権大会（夏の甲子園）- 4回出場
    - 1. 1957年（昭和32年）- 第39回大会（初）
    - 2. 1959年（昭和34年）- 第41回大会（2年ぶり）[3]
    - 3. 1960年（昭和35年）- 第42回大会（2年連続）
    - 4. 1961年（昭和36年）- 第43回大会（3年連続）

  - 選抜高等学校野球大会（春のセンバツ）- 4回出場
    - 1. 1959年（昭和34年）- 第31回大会（初）
    - 2. 1977年（昭和52年）- 第49回大会（18年ぶり）
    - 3. 2000年（平成12年）- 第72回大会（23年ぶり）
    - 4. 2005年（平成17年）- 第77回大会（5年ぶり）
- テニス（硬式）部
- 剣道部
- サッカー部
- 陸上競技部
  - インターハイ - 2003年（平成15年）から2009年（平成21年）まで7年連続、2011年（平成23年）と2012年（平成24年）の2年連続。
  - 国民体育大会 - 2005年（平成17年）晴れの国おかやま国体・2006年（平成18年）のじぎく兵庫国体・2011年（平成23年）おいでませ!山口国体
- 水泳部 - 1999年（平成11年）・2001年（平成13年）・2002年（平成14年）・2009年（平成21年）にインターハイ出場。
- バレーボール部
- バスケットボール部 - 2006年（平成18年）のじぎく兵庫国体に出場。
- 山岳部
- 卓球部
- 柔道部
- 弓道部 - 2019年（令和元年）に個人でインターハイ出場、16年連続県大会出場。
- 応援部

文化部
- 英語部
- 放送部 - 2007年（平成19年）に全国大会に出場。
- 演劇部
- 化学部
- 生物部
- 吹奏楽部 - 1999年（平成11年）に全国大会に出場。
- 写真部 - 2007年（平成19年）・2008年（平成20年）2年連続で全国大会出場。
- 茶道部
- 書道部 - 2004年（平成16年）に全国大会に出場。
- 美術部
- 情報メディア部

かつて存在した部活動
- 体操部
  - インターハイ - 1999年（平成11年）・2000年（平成12年）・2005年（平成17年）
  - 国民体育大会 - 1999年（平成11年）くまもと未来国体・2000年（平成12年）2000年とやま国体・2005年（平成17年）晴れの国おかやま国体

## 著名な出身者
- 山田良市（第15代航空幕僚長）
- 柄崎英樹（元プロ野球選手）
- 麻生渡（第13-16代福岡県知事）
- 津曲義光（第27代航空幕僚長）
- 徳永晴美（上智大学教授）
- 毛利隆雄（バーテンダー）
- 平山秀幸（映画監督）
- 松浦善治（大阪大学名誉教授、元日本ウイルス学会理事長）
- 魚柄仁之助（食生活研究家）
- 渡邊守成（第9代国際体操連盟会長）
- 井亀あおい（在学中に死去、『アルゴノオト あおいの日記』著者）
- 安田瑞代（RKB毎日放送アナウンサー）
- 広瀬陽一郎（バイオシードテクノロジーズ株式会社代表取締役）
- 芳賀良（横浜国立大学教授、弁護士）
- 横松寿一（元プロ野球選手）
- 冨永裕輔（シンガーソングライター）
- 附田祐斗（漫画家）
- 前田佳織里（声優）
- 重松凱人（プロ野球選手）
- 藤野恵音（プロ野球選手）

## 交通アクセス
最寄りの鉄道駅
- JR九州
  - 鹿児島本線「戸畑駅」より徒歩20分
  - 日豊本線「南小倉駅」より自転車15分

最寄りのバス停
- 西鉄バス北九州
  - 「戸畑高校前」バス停より徒歩1分
  - 「夜宮入口」バス停より徒歩3分
  - 「沢見一丁目」バス停より徒歩7分

最寄りの道路
- 福岡県道271号下到津戸畑線
- 一枝夜宮1号線
- 国道3号
- 北九州高速2号線 「戸畑出入口」「若戸出入口」

## 周辺
大学
- 九州工業大学

高等学校
- 福岡県立ひびき高等学校
- 福岡県立戸畑工業高等学校
- 北九州市立高等学校
- 明治学園高等学校
- 九州国際大学付属高等学校

中学校
- 北九州市立飛幡中学校
- 北九州市立中原中学校
- 北九州市立大谷中学校
- 北九州市立高生中学校
- 北九州市立枝光台中学校
- 明治学園中学校
- 九州国際大学付属中学校

小学校
- 北九州市立天籟寺小学校
- 北九州市立牧山小学校
- 北九州市立一枝小学校
- 北九州市立あやめが丘小学校
- 北九州市立大谷小学校
- 北九州市立枝光台小学校
- 明治学園小学校

特別支援学校
- 北九州市立特別支援学校北九州中央学園

公共機関
- 戸畑区役所
- 戸畑警察署天籟寺交番
- 北九州市立戸畑体育館・図書館分館
- 夜宮公園 - 北九州市立夜宮弓道場・北九州市立夜宮青少年センター